# Championnats de France de natation 2021
Navigation
Saint-Raphaël 2020 Limoges 2022
Les Championnats de France de natation 2021 ont lieu à Chartres du 15 au 20 juin 2021, au sein du complexe de L'Odyssée.
Ces championnats permettent aux meilleurs athlètes de se qualifier pour les Jeux olympiques d'été de 2020.

## Record de France battu
| Date         | Épreuve            | Nouveau détenteur | Nouveau temps    | Ancien détenteur  | Ancien temps  | Date             |
| 15 juin 2021 | 400 mètres 4 nages | Léon Marchand     | 4 min 9 s 65     | Léon Marchand     | 4 min 14 s 97 | 20 mars 2021     |
| 18 juin 2021 | 50 mètres dos      | Analia Pigrée     | 27 s 81 (série)  | Béryl Gastaldello | 27 s 86       | 4 août 2018      |
| 18 juin 2021 | 50 mètres dos      | Analia Pigrée     | 27 s 59 (finale) | Analia Pigrée     | 27 s 81       | 18 juin 2021     |
| 19 juin 2021 | 50 mètres papillon | Mélanie Henique   | 25 s 17          | Mélanie Henique   | 25 s 24       | 11 décembre 2020 |

## Podiums

### Hommes
| Discipline | Médaille d'or    | Performance    | Médaille d'argent    | Performance   | Médaille de bronze    | Performance    |
| Nage libre |                  |                |                      |               |                       |                |
| 50 m       | Maxime Grousset  | 21 s 74        | Florent Manaudou     | 21 s 84       | Clément Mignon        | 22 s 38        |
| 100 m      | Maxime Grousset  | 47 s 89        | Charles Rihoux       | 48 s 81       | Clément Mignon        | 48 s 89        |
| 200 m      | Jordan Pothain   | 1 min 46 s 93  | Jonathan Atsu        | 1 min 46 s 97 | Hadrien Salvan        | 1 min 47 s 61  |
| 400 m      | Ahmed Hafnaoui   | 3 min 46 s 16  | Joris Bouchaut       | 3 min 47 s 37 | Logan Fontaine        | 3 min 48 s 75  |
| 800 m      | Ahmed Hafnaoui   | 7 min 45 s 54  | Logan Fontaine       | 7 min 52 s 31 | Joris Bouchaut        | 7 min 54 s 67  |
| 1 500 m    | Damien Joly      | 14 min 59 s 96 | Joris Bouchaut       | 15 min 8 s 10 | Tommy-Lee Camblong    | 15 min 19 s 00 |
| Papillon   |                  |                |                      |               |                       |                |
| 50 m       | Thomas Piron     | 23 s 55        | Julien Berol         | 23 s 88       | Yanis Dutel           | 23 s 90        |
| 100 m      | Mehdy Metella    | 50 s 87        | Nicolas Vermorel     | 52 s 52       | Stanislas Huille      | 52 s 86        |
| 200 m      | Léon Marchand    | 1 min 55 s 40  | Matthias Marsau      | 1 min 58 s 25 | Noyan Taylan          | 1 min 58 s 64  |
| Dos        |                  |                |                      |               |                       |                |
| 50 m       | Mewen Tomac      | 24 s 82        | Yohann Ndoye Brouard | 25 s 10       | Jérémy Stravius       | 25 s 11        |
| 100 m      | Mewen Tomac      | 53 s 13        | Yohann Ndoye Brouard | 53 s 47       | Geoffroy Mathieu      | 54 s 44        |
| 200 m      | Mewen Tomac      | 1 min 56 s 82  | Geoffroy Mathieu     | 1 min 58 s 25 | Yohann Ndoye Brouard  | 1 min 58 s 52  |
| Brasse     |                  |                |                      |               |                       |                |
| 50 m       | Antoine Viquerat | 27 s 77        | Théo Bussière        | 27 s 89       | Carl Aitkaci          | 27 s 93        |
| 100 m      | Théo Bussière    | 1 min 0 s 25   | Antoine Viquerat     | 1 min 0 s 49  | Carl Aitkaci          | 1 min 1 s 13   |
| 200 m      | Antoine Viquerat | 2 min 10 s 21  | Antoine Marc         | 2 min 13 s 51 | Thomas Boursac-Cevera | 2 min 13 s 68  |
| 4 nages    |                  |                |                      |               |                       |                |
| 200 m      | Léon Marchand    | 1 min 58 s 03  | Mewen Tomac          | 1 min 59 s 75 | Enzo Tesic            | 2 min 0 s 51   |
| 400 m      | Léon Marchand    | 4 min 9 s 65   | Émilien Mattenet     | 4 min 17 s 50 | Tom Remy              | 4 min 21 s 47  |

### Femmes
| Discipline | Médaille d'or      | Performance    | Médaille d'argent | Performance    | Médaille de bronze | Performance    |
| Nage libre |                    |                |                   |                |                    |                |
| 50 m       | Marie Wattel       | 24 s 54        | Mélanie Henique   | 24 s 57        | Charlotte Bonnet   | 24 s 78        |
| 100 m      | Marie Wattel       | 53 s 34        | Charlotte Bonnet  | 53 s 71        | Béryl Gastaldello  | 54 s 24        |
| 200 m      | Charlotte Bonnet   | 1 min 56 s 67  | Assia Touati      | 1 min 59 s 70  | Lucile Tessariol   | 2 min 0 s 44   |
| 400 m      | Fantine Lesaffre   | 4 min 15 s 35  | Marie Kuntzmann   | 4 min 18 s 16  | Valentine Leclercq | 4 min 18 s 80  |
| 800 m      | Adeline Furst      | 8 min 38 s 60  | Aurélie Muller    | 8 min 43 s 48  | Lara Grangeon      | 8 min 45 s 66  |
| 1 500 m    | Aurélie Muller     | 16 min 22 s 66 | Adeline Furst     | 16 min 32 s 69 | Lara Grangeon      | 16 min 34 s 24 |
| Papillon   |                    |                |                   |                |                    |                |
| 50 m       | Mélanie Henique    | 25 s 17        | Analia Pigrée     | 26 s 68        | Lucie Delmas       | 26 s 96        |
| 100 m      | Marie Wattel       | 57 s 37        | Béryl Gastaldello | 58 s 33        | Charlotte Bonnet   | 58 s 63        |
| 200 m      | Lara Grangeon      | 2 min 11 s 16  | Lucie Delmas      | 2 min 11 s 57  | Lilou Ressencourt  | 2 min 12 s 46  |
| Dos        |                    |                |                   |                |                    |                |
| 50 m       | Analia Pigrée (RF) | 27 s 59        | Mary-Ambre Moluh  | 27 s 77        | Mathilde Cini      | 29 s 02        |
| 100 m      | Béryl Gastaldello  | 1 min 0 s 39   | Analia Pigrée     | 1 min 0 s 50   | Mary-Ambre Moluh   | 1 min 1 s 47   |
| 200 m      | Fantine Lesaffre   | 2 min 12 s 84  | Cyrielle Duhamel  | 2 min 13 s 60  | Anaïs Podevin      | 2 min 14 s 45  |
| Brasse     |                    |                |                   |                |                    |                |
| 50 m       | Fanny Deberghes    | 31 s 80        | Justine Delmas    | 32 s 17        | Auréane Devaluez   | 32 s 24        |
| 100 m      | Fanny Deberghes    | 1 min 8 s 76   | Justine Delmas    | 1 min 9 s 42   | Chloé Braun        | 1 min 10 s 55  |
| 200 m      | Fantine Lesaffre   | 2 min 27 s 27  | Camille Dauba     | 2 min 27 s 99  | Justine Delmas     | 2 min 28 s 31  |
| 4 nages    |                    |                |                   |                |                    |                |
| 200 m      | Cyrielle Duhamel   | 2 min 11 s 57  | Fantine Lesaffre  | 2 min 12 s 47  | Camille Dauba      | 2 min 12 s 89  |
| 400 m      | Fantine Lesaffre   | 4 min 41 s 97  | Lara Grangeon     | 4 min 43 s 00  | Léa Musser         | 4 min 57 s 42  |

## Qualifications pour les Jeux olympiques
Ces championnats servent de compétition qualificative pour les Jeux olympiques d'été de 2020. Les nageurs qui réalisent les minimas rejoignent en équipe de France ceux déjà sélectionnés : Marie Wattel, Mélanie Henique, Florent Manaudou, Yohan Ndoye Brouard et David Aubry.

### Jour 1

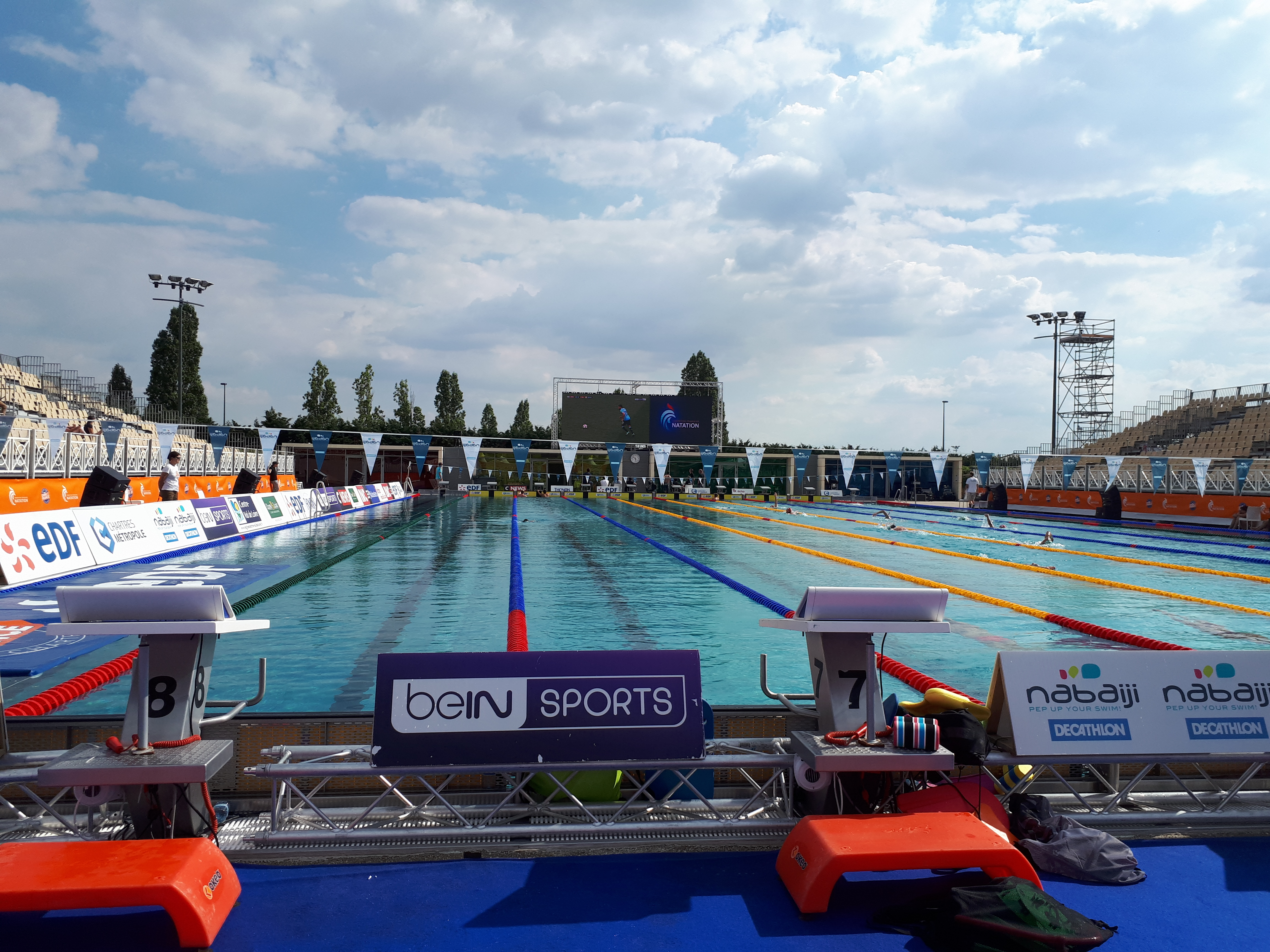
L'Odyssée en 2018.

Quatre nageurs réalisent les critères de sélection pour les Jeux olympiques : Léon Marchand sur 400 m 4 nages ; Cyrielle Duhamel et Fantine Lesaffre sur 200 m 4 nages et Théo Bussière sur 100 m brasse au titre du relais 4 × 100 m 4 nages.

### Jour 2
Un nageur réalise les critères de sélection pour les Jeux olympiques : Mewen Tomac sur 100 m dos.

### Jour 3
Huit nageurs réalisent les critères de sélection pour les Jeux olympiques : Charlotte Bonnet sur 200 m nage libre ; Margaux Fabre, Lucile Tessariol et Assia Touati  au titre du relais 4 × 200 m nage libre ; Jonathan Atsu et Jordan Pothain sur 200 m nage libre et Hadrien Salvan et Enzo Tesic au titre du relais 4 × 200 m nage libre.

### Jour 4
Cinq nageurs réalisent les critères de sélection pour les Jeux olympiques : Maxime Grousset sur 100 m nage libre ; Mehdy Metella, Clément Mignon, Charles Rihoux au titre du relais 4 × 100 m nage libre et Antoine Viquerat sur 200 m brasse. Florent Manaudou, déjà sélectionné sur 50 m nage libre, est aussi sélectionné pour le relais 4 × 100 m nage libre.

### Jour 5
Deux nageurs réalisent les critères de sélection pour les Jeux olympiques : Charlotte Bonnet sur 100 m nage libre et Mewen Tomac sur 200 m dos.

### Jour 6
Quatre nageurs réalisent les critères de sélection pour les Jeux olympiques : Mehdy Metella sur 100 m papillon, Maxime Grousset sur 50 m nage libre, Léon Marchand sur 200 m quatre nages et Marie Wattel sur 50 m nage libre.